# Jezioro Zamkowe (Wałcz)
Jezioro Zamkowe – jezioro w województwie zachodniopomorskim, w powiecie wałeckim, w mieście Wałcz. 
Charakteryzuje się dość regularną linią brzegową, ma kształt wydłużony o przebiegu północny zachód - południowy wschód. Na północy jezioro wcina się w zabudowę miasta.
Jezioro posiada niewielki dopływ od strony południowej (z pobliskiego bagna) oraz odpływ w części północnej, który przepływa krytym kanałem przez miasto i łączy się z odpływem jeziora Raduń. Długość obrzeża jeziora wynosi 10 950 m.
Na północnym brzegu znajduje się przystań żeglarska. W jej pobliżu przebiega droga krajowa nr 10. 

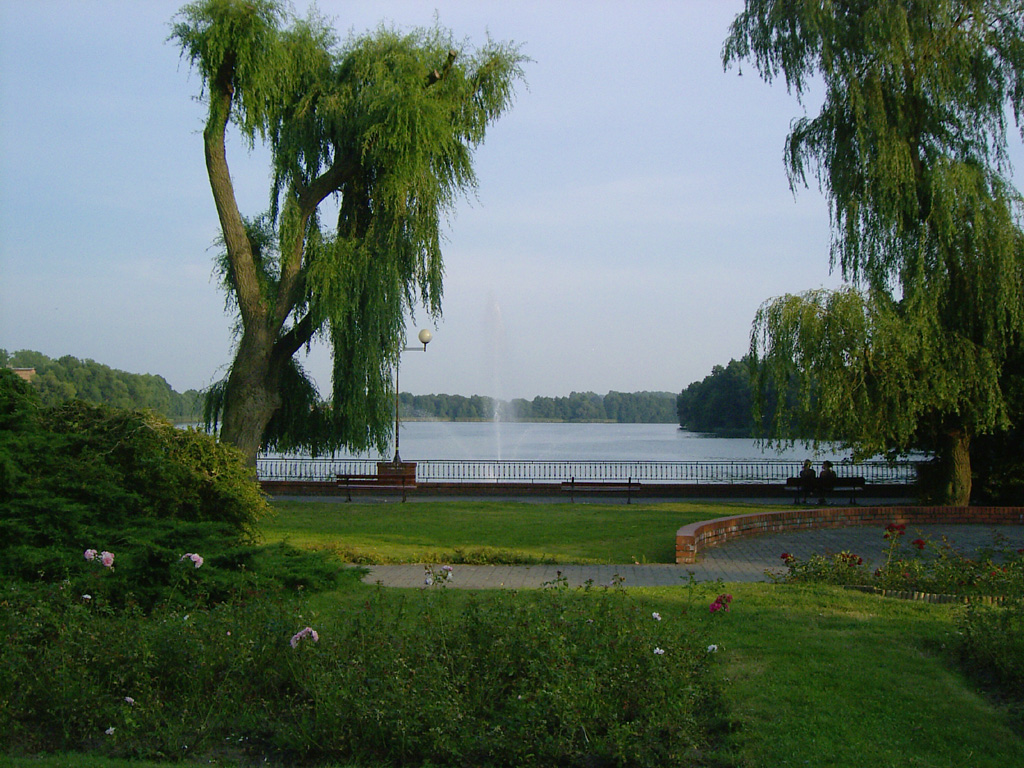
Widok na park przy ul. Kilińszczaków i jezioro

Gospodarzem jeziora jest koło PZW Wałcz-Miasto. Od 2003 roku akwen był systematycznie zarybiany.
Wody tego jeziora w latach 80. zostały zanieczyszczone. W 1986 roku dla jego ratowania zainstalowano Ekofloks (urządzenie napowietrzające). Praca tego urządzenia daje mierzalne rezultaty (mimo niedofinansowania i awarii na początku lat 90.). Dodatkowo stan wód jeziora poprawia się na skutek uregulowania gospodarki ściekowej w Wałczu i okolicznych wsiach.
Na jeziorze dopuszczone jest używanie jednostek pływających napędzanych silnikami spalinowymi.